# Paretroplus polyactis
Paretroplus polyactis је зракоперка из реда Perciformes и фамилије Cichlidae. 

## Угроженост
Ова врста се сматра рањивом у погледу угрожености врсте од изумирања.

## Распрострањење
Мадагаскар је једино познато природно станиште врсте.

## Популациони тренд
Популација ове врсте се смањује, судећи по расположивим подацима.

## Станиште
Станишта врсте су речни екосистеми и слатководна подручја.